# Christoph Stangl
Christoph Stangl (ur. 19 czerwca 1978) – austriacki judoka. Olimpijczyk z Sydney 2000, gdzie odpadł w eliminacjach w kategorii 73 kg. Zdobył osiem medali na mistrzostwach kraju; srebrny w 1998, 1999, 2005 i 2007 a brązowy w 2000, 2001, 2003 i 2004.
- Turniej w Sydney 2000

Przegrał w 1/16 z Jarosławem Lewkiem i odpadł z turnieju.